# Coelorachis helferi
Coelorachis helferi là một loài thực vật có hoa trong họ Hòa thảo. Loài này được (Hook.f.) Henrard mô tả khoa học đầu tiên năm 1941.